# Vince Gilligan
George Vincent Gilligan Jr. (Richmond, 1967. február 10. –) négyszeres Primetime Emmy-díjas amerikai író, producer és rendező. Elsősorban a televíziós munkásságáról ismert, különösen a Breaking Bad – Totál szívás (2008-2013) és a Better Call Saul (2015-2022) című AMC-sorozatok alkotójaként, vezető írójaként, executive producereként és rendezőjeként. Az X-akták írója és producere volt (1993-2002; 2016-2018), valamint társalkotója volt a The Lone Gunmen (2001) című spin-offnak.

## Élete
1967. február 10-én született a virginiai Richmondban, Gail általános iskolai tanárnő és George Vincent Gilligan Sr. biztosítási kárrendező fiaként. Szülei 1974-ben váltak el. Ő és öccse, Patrick Farmville-ben és Chesterfield megyében nőttek fel, és a Longwood College által működtetett laborképző iskolába, a J.P. Wynne Campus Schoolba jártak, ahol édesanyja is tanított.
Gilligan később jó barátságot kötött Angus Wall-lal. A film iránti érdeklődése akkor kezdődött, amikor Wall édesanyja, Jackie, aki szintén Gilligan édesanyja mellett tanított a J.P. Wynne-nél, kölcsönadta neki Super 8-as filmes kameráit. A kamerával tudományos-fantasztikus filmeket készített Patrick.
Az egyik első filmje a Space Wreck volt, amelyben a főszerepet a testvére játszotta.
Miután 1985-ben elvégezte a Lloyd C. Bird középiskolát, Gilligan ösztöndíjjal a New York-i Művészeti Egyetem Tisch School of the Arts-ra járt, ahol filmkészítésből szerzett Bachelor of Fine Arts diplomát. Még a NYU-n írta az Ennivaló a csaj forgatókönyvét; Gilligan 1989-ben megkapta a Virginia Governor's Screenwriting Awardot a forgatókönyvért, amelyet később filmre vittek.

## Magánélete
Gilligan 1991 óta van együtt Holly Rice nevű barátnőjével. Egy 2011-es interjúban Gilligan kijelentette, hogy katolikusnak nevelkedett, de hozzátette: „Életem ezen szakaszában nagyjából agnosztikus vagyok. De az ateizmust ugyanolyan nehéz megértenem, mint a kereszténységet. Mert ha nincs olyan, hogy kozmikus igazság, akkor mi értelme jónak lenni?”.
Továbbá a filozófiáját a következőképpen fejezte ki: „A bibliai vezeklés, vagy igazságszolgáltatás, vagy bármi ilyesmi szükségét érzem. Szeretek hinni abban, hogy valamikor eljön a büntetés, hogy valamikor eljön a karma, még ha évekig vagy évtizedekig tart is, amíg ez megtörténik. A barátnőm egy nagyszerű dolgot mond, ami az én filozófiám is lett. 'Szeretném hinni, hogy van mennyország. De nem tudom nem elhinni, hogy létezik pokol.'”

## Filmográfia

### Film
| Év   | Magyar cím                       | Eredeti cím                     | Rendező | Író  | Producer | Megjegyzés                   |
| ---- | -------------------------------- | ------------------------------- | ------- | ---- | -------- | ---------------------------- |
| 1993 | Lángra lobbant szerelem          | Wilder Napalm                   | Nem     | Igen | Nem      |                              |
| 1998 | Ennivaló a csaj                  | Home Fries                      | Nem     | Igen | Nem      |                              |
| 2008 | Hancock                          | Hancock                         | Nem     | Igen | Nem      | Vincent Ngóval közösen írták |
| 2019 | El Camino: Totál szívás – A film | El Camino: A Breaking Bad Movie | Igen    | Igen | Igen     | Netflix film                 |